# Ferdinand Schenck zu Schweinsberg

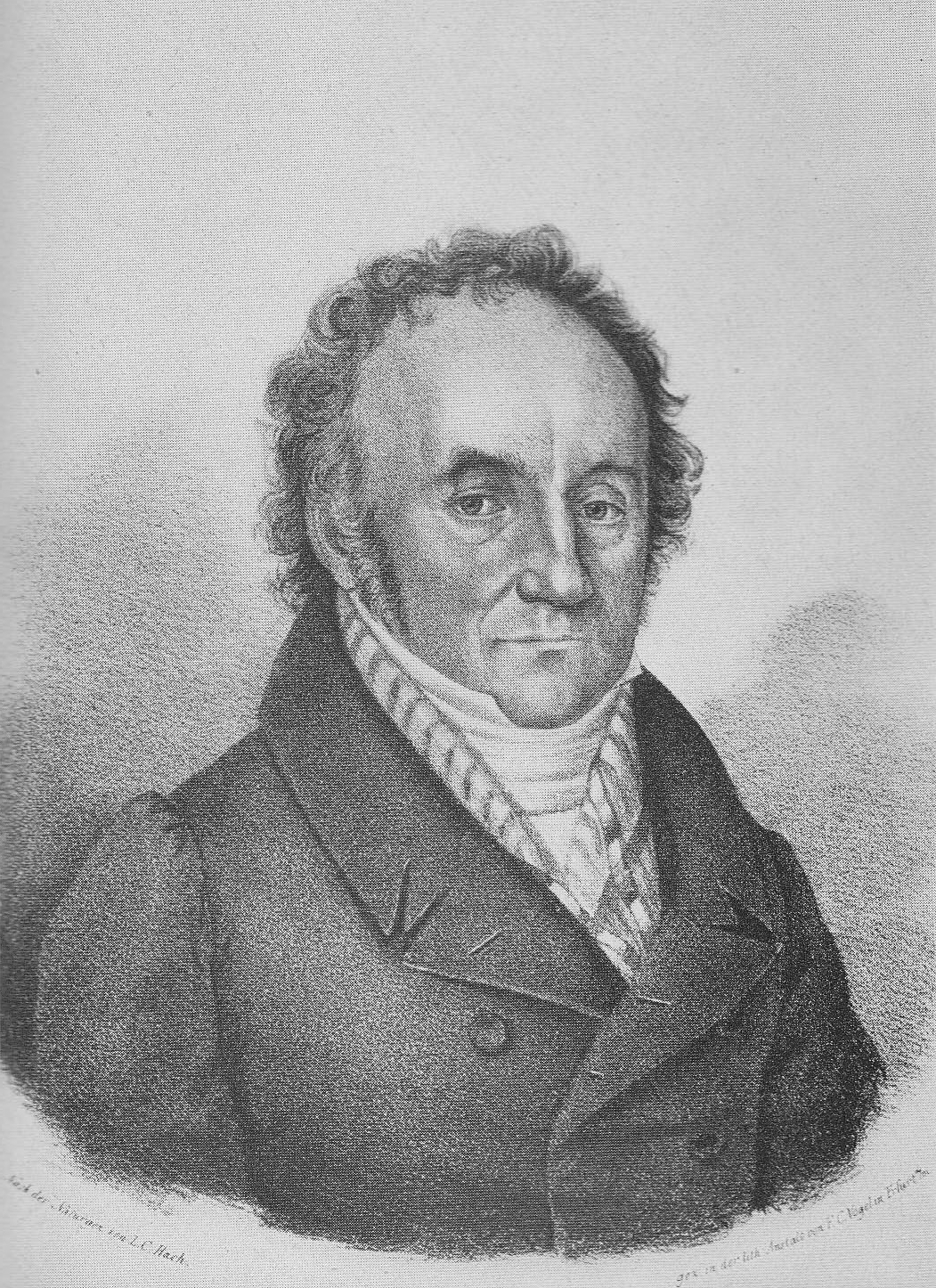
Ferdinand Schenck zu Schweinsberg (1765–1842); Steindruck 1830

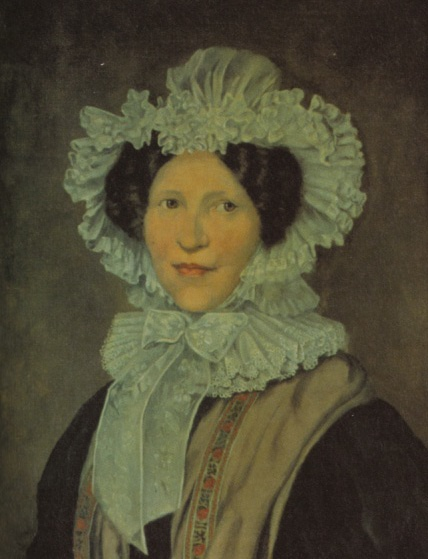
Christiane Schenck zu Schweinsberg, geb. Treusch von Buttlar, Gemahlin des Ministers Ferdinand Schenck zu Schweinsberg

Ferdinand Carl Wilhelm Heinrich Freiherr Schenck zu Schweinsberg (* 28. November 1765 in Hanau; † 29. Dezember 1842 auf Burg Schweinsberg) war ein deutscher Jurist und Beamter. Er war Justizminister der ersten Regierung, die nach dem Erlass der Verfassung von 1831 in Kurhessen tätig wurde.

## Herkunft
Seine Eltern waren der Hessen-Kasseler Landrats Johann Moritz Schenck zu Schweinsberg (1736–1822) und dessen Ehefrau Luise Frederike Philippine, geborene von Loewenstein (1739–1821).

## Leben
Ab 1781 studierte er Rechtswissenschaft an der Philipps-Universität Marburg. Noch 1785 und 1786 nahm er, nachdem er bereits die berufliche Tätigkeit aufgenommen hatte, Praktika am Reichskammergericht in Wetzlar wahr. 1784 wurde Schenck Assessor bei Regierung und Konsistorium in Marburg. 1788 wurde er an das Oberappellationsgericht versetzt. 1789 versah er Hofdienst beim Erbprinzen Wilhelm von Hessen-Kassel und begleitete diesen 1792 auch bei einer Reise in die Schweiz. Am Hof avancierte er letztlich zum Kammerherrn und Oberschenken. 1792 kehrte er an Regierung und Konsistorium in Marburg zurück, zunächst als Justizrat, später als Regierungsrat.
1803 trat Schenck als Vizeregierungsdirektor in die Regierung des zum Fürsten von Fulda und Grafen von Corvey ernannten niederländischen Erbprinzen Wilhelm ein, um für den neu geschaffenen Staat das Justizdepartement (Justizministerium) zu organisieren. In der Folge wurde er zusätzlich Direktor des Konsistoriums. Nach der Absetzung des Fürsten 1806 durch die französische Besatzungsmacht, die ihn durch einen „Intendanten“ ersetzte, verblieb Schenck zunächst in seinen Ämtern, wurde aber 1809 seiner Stellung enthoben, in Mainz inhaftiert und erst 1810 entlassen. Anschließend lebte er auf seinen Gütern in Schweinsberg.
Nach der Restauration von Kurhessen 1813 trat Schenck wieder in hessische Dienste – nur kurz unterbrochen von einem Zwischenspiel 1814, als ihn sein vormaliger oranisch-nassauisch-niederländischer Dienstherr in der Regierung in Dillenburg anstellte. Er gehörte als Präsident des Kasseler Oberappellationsgerichts der vierköpfigen Kommission an, die 1815 den Verfassungsentwurf für Kurhessen erarbeitete, der den Landständen präsentiert, aber von diesen 1816 abgelehnt wurde. 1816 war er auch aktiv an der Besitzergreifung des Großherzogtums Fulda durch Hessen-Kassel beteiligt.
In Kurhessen war Schenck nun abwechselnd Präsident des Oberappellationsgerichts und Chef der Regierung in Marburg, bevor er im November 1830, nach Ausbruch der Revolution, in Kurhessen Justizminister und Leiter des Staatsministeriums wurde – in der Zeit, als die Kurhessische Verfassung von 1831 ausgearbeitet wurde.
Im Zuge der Revolution von 1830 zielte der Volkszorn unter anderem auf die Geliebte des Kurfürsten Wilhelm II. Dieser sah sich vor die Wahl gestellt, die Geliebte zu verlassen oder abzudanken. Er wählte die letzte Alternative, indem er Kurprinz Friedrich Wilhelm am 30. September 1831 zum „Mitregenten“ ernannte, faktisch jedoch keine Regierungsgeschäfte mehr wahrnahm und sich ins Exil begab. Friedrich Wilhelm regierte so zunächst von 1831 bis 1847 als „Mitregent“; er entließ Schenck als einen der von seinem Vater übernommenen Minister.

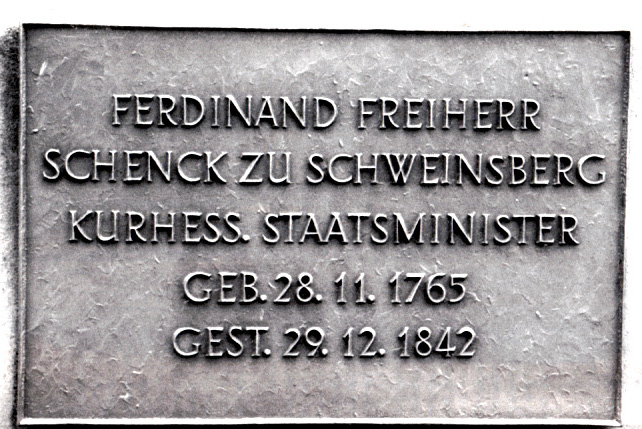
Gedenktafel für Ferdinand Schenck zu Schweinsberg auf dem Familienfriedhof in Schweinsberg

Ferdinand Schenck zu Schweinsberg lebte danach wieder auf seinen Gütern in Schweinsberg. 

## Familie
Er heiratete Christiane Charlotte Friederike Wilhelmine Treusch von Buttlar (1770–1832), Witwe des Hauptmanns Karl von Wolff († 1792) und Tochter des Generalleutnants Friedrich Ernst Karl Treusch von Buttlar-Markershausen und der Christiane von Buttlar genannt Treusch aus dem Hause Altenfeld. Das Paar hatte mehrere Kinder:
- Sophie Luise Wilhelmine Henriette Caroline (1796–1873)

⚭ 16. April 1821 mit Hartmann Ludwig Carl von Witzleben (1794–1825), Kurhessischer Kammerherr und Obergerichtsrat, Sohn von Friedrich Ludwig von Witzleben
⚭ Karl Heinrich Freiherr von Dörnberg (* 1782), Regierungspräsident in Fulda
- Luise (1798–1826) ⚭ Moritz von Baumbach (1789–1871), Kurhessischer Obergerichtspräsident
- Marie Sophia Caroline (1800–1888) ⚭ 2. Juni 1827 Moritz Ernst von Baumbach, Kurhessischer Obergerichtspräsident
- Moritz Craft Magnus (1801–1869), Kurhessischer Obergerichtsrat ⚭ Anna Marie Emilie Freinsheim (1811–1869)
- Ernst Ludwig Gunthram (* 1803) ⚭ Oktober 1854 Emma Söldner (* 1828)
- Amelie (1805–1888) ⚭ 29. Juli 1837 Ludwig Wilhelm Friedrich Heinrich Treusch von Buttlar (1800–1885), preußischer Kammerherr, Hofmarschall zu Sigmaringen
- Carl Friedrich Franz (1807–1862), Kurhessischer Forstmeister, Herr auf Glimmerode

⚭ Charlotte Elise Mathilde Jungk († 1853), Eltern von Gustav Adolf Schenck zu Schweinsberg
⚭ Hedwig Wilhelmine Frederike Weitzendorf (* 1839)
- Wilhelm Walther Ludwig Carl (1809–1867), kurhessischer Außenminister ⚭ 1833 Elisabeth Zimmermann (1810–1875)